# 沃夫奇基夫 (佩列亞斯拉夫-赫梅利尼茨基區)
50°11′30″N 31°28′48″E / 50.19167°N 31.48000°E
沃夫奇基夫（烏克蘭語：Вовчків）是位於烏克蘭北部的村莊，由基辅州鲍里斯皮尔区的佩雷亞斯拉夫市鎮負責管轄。該村面積3.16平方公里，海拔高度94米，2017年人口589，人口密度每平方公里249.1人。